# The Iron Sheik
Hossein Khosrow Ali Vaziri, beter bekend als The Iron Sheik (Damghan, 15 maart 1942 – Fayetteville (Georgia), 7 juni 2023), was een Iraans professioneel worstelaar die vooral bekend is van zijn tijd bij World Wrestling Federation (WWF).
In 2005 werd hij opgenomen in de WWE Hall of Fame. The Iron Sheik overleed op 81-jarige leeftijd.

## In worstelen
- Afwerking en kenmerkende bewegingen
  - Camel clutch
  - Boston crab
  - Hip toss
  - Belly to back
  - Belly to belly
  - Gutwrench
  - Short-arm clothesline

- Managers
  - The Grand Wizard
  - Sonny King
  - Freddie Blassie
  - Slick

## Erelijst
- Georgia Championship Wrestling
  - NWA National Television Championship (1 keer)

- International Association of Wrestling
  - IAW Heavyweight Championship (1 keer)
  - IAW Tag Team Championship (3 keer met Brian Costello)

- Maple Leaf Wrestling
  - NWA Canadian Heavyweight Championship (2 keer)

- Mid-Atlantic Championship Wrestling
  - NWA Mid-Atlantic Heavyweight Championship (1 keer)

- NWA All-Star Wrestling
  - NWA Canadian Tag Team Championship (1 keer met Texas Outlaw)

- National Wrestling Alliance New Zealand
  - New Zealand British Commonwealth Championship (1 keer)

- National Wrestling Alliance 2000
  - NWA 2000 American Heritage Championship (1 keer)

- Pacific Northwest Wrestling
  - NWA Pacific Northwest Tag Team Championship (1 keer met Bull Ramos)

- World Wrestling Federation / World Wrestling Entertainment
  - WWF World Heavyweight Championship (1 keer)
  - WWF World Tag Team Championship (1 keer met Nikolai Volkoff)
  - WWE Hall of Fame